# Simpang Semadam
Simpang Semadam is een bestuurslaag in het regentschap Aceh Tenggara van de provincie Atjeh, Indonesië. Simpang Semadam telt 1032 inwoners (volkstelling 2010).